# Caladenia toxochila
Caladenia toxochila é uma espécie de orquídea geófita, família Orchidaceae, do sul da Austrália,  onde cresce em grupos esparsos ou ocasionalmente grandes colônias, em bosques, ou locais de vegetação arbustiva,  charnecas, e afloramentos de granito, em áreas de solo bem drenado mas ocasionalmente em áreas sazonalmente alagadiças.
São plantas com uma única folha basal pubescente com marcas proeminentes púrpura perto da base, e uma inflorescência rija, fina e densamente pubescente, com uma ou poucas flores, que vagamente lembram uma aranha, muito estreitas, caudadas, e bem esparramadas, normalmente pendentes. Em conjunto formam grupo bem vistoso quando sua floração é estimulada por incêndios de verão.
Pertence a um grupo com cinco espécies, tratadas por David Jones no gênero Arachnorchis, como Group 9, que distingue-se dos outros grupos de Caladenia por apresentar diferente tipo de pubescência nas folhas e inflorescências, labelo verde com extremidade marrom, pendurado delicadamente, de modo que treme com o mais leve movimento, com dentes laterais verdes e muito curtos; flores pequenas verdes a amareladas com listas centrais longitudinais.

## Publicação e sinônimos
- Caladenia toxochila Tate, Trans. & Proc. Rep. Roy. Soc. South Australia 12: 129 (1889).

Sinônimos homotípicos:
- Arachnorchis toxochila (Tate) D.L.Jones & M.A.Clem., Orchadian 13: 400 (2001).
- Calonema toxochilum (Tate) Szlach., Polish Bot. J. 46: 19 (2001).
- Calonemorchis toxochila (Tate) Szlach., Polish Bot. J. 46: 142 (2001).